# Patrick Allotey
Patrick Allotey (ur. 13 grudnia 1978 w Akrze, zm. 27 czerwca 2007 tamże) – ghański piłkarz występujący na pozycji obrońcy.

## Kariera klubowa
Allotey zawodową karierę rozpoczynał w 1996 roku w holenderskim Feyenoordzie. W Eredivisie zadebiutował 8 grudnia 1996 w wygranym 4:0 meczu z De Graafschap. Przez część następnego sezonu grał na wypożyczeniu w zespole Eerste divisie – Excelsiorze. Potem wrócił do Feyenoordu, z którym w 1999 roku zdobył mistrzostwo Holandii. W 2000 roku z powodu hipoglikemii zakończył karierę. W 2007 roku zmarł na tę chorobę.

## Kariera reprezentacyjna
W reprezentacji Ghany Allotey zadebiutował w 1996 roku. W 1998 roku został powołany do kadry na Puchar Narodów Afryki, zakończony przez Ghanę na fazie grupowej. Zagrał na nim w meczach z Tunezją (2:0), Togo (1:2) oraz Demokratyczną Republiką Konga (0:1).
W latach 1996–1999 w drużynie narodowej Allotey rozegrał łącznie 15 spotkań.